# Zircônia cúbica

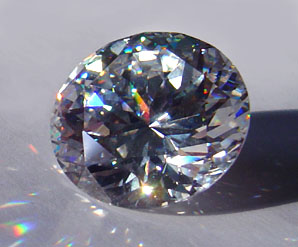
Brilhante redondo de zircônia cúbica

Zircônia Cúbica (CZ) dióxido de zircónio  (ZrO2) é uma gema produzida em laboratório como imitação do diamante. Encontra-se zircônia na natureza, mas cristalizada no sistema monoclínico, não cúbico, constituindo o mineral chamado baddeleyíta. 
A zircônia cúbica é dura, com dispersão maior que a do diamante  e geralmente incolor, mas pode ser produzida numa grande variedade de cores. Não deve ser confundida com zircão, silicato  de zircónio (ZrSiO4).
Devido ao seu baixo custo, durabilidade e semelhança visual ao diamante; a zircônia cúbica tem sido a imitação de diamante gemológica  economicamente mais importante desde 1976. Seu principal concorrente, como gema sintética, é o mais recente  material cultivado, a moissanita.

## Aspectos técnicos
A Zircônia cúbica é cristalograficamente isométrico, um atributo importante de um simulador de diamante em potencial. Durante a síntese, o óxido de zircônio formaria naturalmente monoclínico cristal s, sua forma estável sob condições atmosféricas normais. Um estabilizador é necessário para formar cristais cúbicos e permanecer estável a temperaturas normais; isso pode ser tipicamente óxido de ítrio ou cálcio, a quantidade de estabilizante usada dependendo das muitas receitas de fabricantes individuais. Portanto, as propriedades físicas e ópticas da CZ sintetizada variam, sendo todos os valores.
É uma substância densa, com gravidade específica entre 5,6-6,0. A zircônia cúbica é relativamente dura, com cerca de 8,5 na escala de dureza de Mohs - nada perto do diamante, mas muito mais dura do que a maioria das gemas naturais. Seu índice de refração é alto em 2.15-2.18 (intervalo B-G) e seu lustro é subadamantino. Sua dispersão é muito alta em 0,058-0,066, excedendo a do diamante (0,044). A zircônia cúbica não tem clivagem e exibe uma fratura conchoidal. É considerado frágil.
Sob onda curta UV zircônia cúbica tipicamente  luminesces um amarelo, amarelo esverdeado ou "bege". Sob UV de ondas longas, o efeito é grandemente diminuído, com algumas vezes um brilho esbranquiçado sendo visto. Pedras coloridas podem apresentar uma forte e complexa terras raras espectro de absorção.

## História
Desde 1892, o mineral monoclínico baddeleyite amarelado era a única forma natural de óxido de zircônio conhecida. Sendo de rara ocorrência teve pouca importância econômica.
O ponto de fusão extremamente alto da zircônia (2750°C) representou um obstáculo ao crescimento controlado de um único cristal, já que nenhum cadinho poderia mantê-lo em seu estado fundido. No entanto, a estabilização do óxido de zircônio foi realizada no início, com o produto sintético "zircônia estabilizada" introduzido em 1930. Embora cúbico, ele estava na forma de uma policristalina cerâmica: ela foi feita uso de material [refratário], altamente resistente a ataques químicos e térmicos (até 2540°C).
Sete anos depois, mineralogistas alemães M. V. Stackelberg e K. Chudoba descobriu a zircônia cúbica natural na forma de grãos microscópicos incluídos no zircão metamict. Pensado para ser um subproduto do processo de metamictização, os dois cientistas não acharam o mineral importante o suficiente para nomear formalmente. A descoberta foi confirmada por difração de raios X, provando que existe uma contrapartida natural ao produto sintético.
Tal como acontece com a maioria das imitações de diamante, o nascimento conceitual da zircônia cúbica de cristal único começou nas mentes dos cientistas que buscavam um material novo e versátil para uso em lasers e outras aplicações ópticas. Sua evolução eclipsaria os sintéticos anteriores, como sintético titanato de estrôncio, sintético rutilo, YAG (Ítrio Alumínio Garnet) e GGG (Gadolínio Gálio Garnet).
Algumas das primeiras pesquisas sobre crescimento controlado de cristal único de zircônia cúbica ocorreram na década de 1960 França, muito trabalho sendo feito por Y. Roulin e R. Collongues. A técnica desenvolvida viu a zircônia derretida contida em si mesma com o crescimento de cristais do fundido: o processo recebeu o nome de "cadinho frio", uma alusão ao sistema de resfriamento a água usado. Embora promissoras, essas atividades renderam apenas pequenos cristais.
Mais tarde, cientistas soviéticos sob V. V. Osiko no Lebedev Physical Institute em Moscou aperfeiçoou a técnica, que foi então chamada de cadinho craniano (uma alusão à forma do recipiente refrigerado a água ou à forma ocasional de cristais crescidos). Eles nomearam a jóia de Fianit, mas o nome não foi usado fora da USSR. Seu avanço foi publicado em 1973 e a produção comercial começou em 1976. Em 1980, a produção global anual havia alcançado 50 milhões de quilates (10.000 kg).

## Síntese

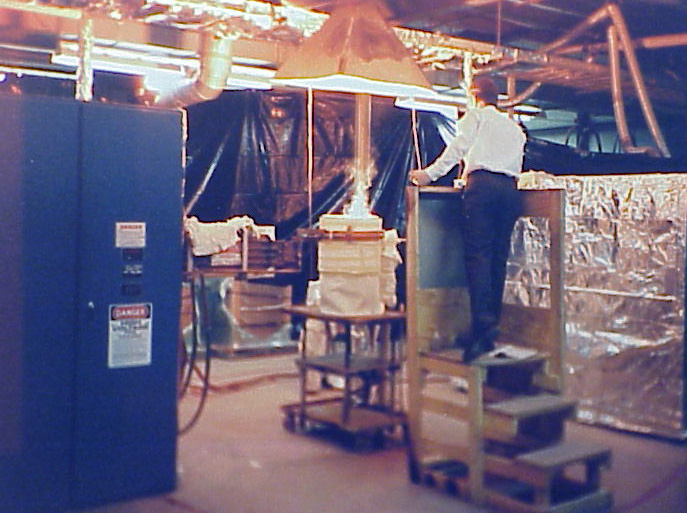
Monitoramento do trabalhador derretendo óxido de zircônio e óxido de ítrio em um "cadinho frio" aquecido por indução para criar zircônia cúbica.

Atualmente, o principal método de síntese de zircônia cúbica empregado pelos produtores continua sendo através do método de derretimento do crânio. Este método foi patenteado por Josep F. Wenckus e colaboradores (1997). Isto deve-se em grande parte ao processo que permite atingir temperaturas superiores a 3000 graus, falta de contacto entre o cadinho e o material, bem como a liberdade de escolher qualquer atmosfera de gás. Desvantagens primárias para este método incluem a incapacidade de prever o tamanho dos cristais produzidos e é impossível controlar o processo de cristalização através de mudanças de temperatura.
O aparelho utilizado neste processo consiste de um cadinho em forma de taça rodeado por bobinas de cobre ativadas por radiofrequência (RF) e um sistema de refrigeração líquida.
O cadinho de crânio aperfeiçoado soviético ainda é usado hoje, com pouca variação. Canos de cobre cheios de água fornecem um suporte em forma de taça no qual o pó de alimentação de zircônia é embalado, toda a engenhoca sendo envolvida com indução de radiofrequência bobinas funcionando perpendicularmente aos tubos de cobre. Um estabilizador é misturado com o pó de alimentação, sendo tipicamente ítria ou óxido de cálcio.
As bobinas de indução de RF funcionam de maneira semelhante a um microondas. Este método de aquecimento requer a introdução de uma peça sólida de metal de zircônio como catalisador: O metal é derretido pelas bobinas de RF e aquece o pó de zircônia circundante do centro para fora. Os canos cheios de água de resfriamento que envolvem a superfície externa mantêm uma fina "pele" (1 mm) de alimentação não derretida, criando um aparato autônomo. Após várias horas, o calor é reduzido de forma controlada e gradual, resultando na formação de cristais colunares sem falhas. Prolongado recozimento em c. 1400 ° C é então realizado para remover qualquer tensão. Os cristais recozidos, que normalmente têm 5 cm de comprimento por 2,5 cm de largura (embora possam ser crescidos muito maiores), são então cortados em pedras preciosas.
Doping
Por causa da capacidade isomórfica da zircônia cúbica, ela pode ser dopada com vários elementos para mudar a cor do cristal. Uma lista de dopantes e cores específicos produzidos por sua adição pode ser vista abaixo. Por exemplo:
| Dopante     | Símbolo | Cores                      |
| ----------- | ------- | -------------------------- |
| Cério       | Ce      | amarelo, laranja, vermelho |
| Cromo       | Cr      | verde                      |
| Cobalto     | Co      | lilás-violeta-azul         |
| Cobre       | Cu      | amarelo-aqua               |
| Érbio       | Er      | rosa                       |
| Európio     | Eu      | rosa                       |
| Ferro       | Fe      | amarelo                    |
| Hólmio      | Ho      | champanhe                  |
| Manganês    | Mn      | marrom-violeta             |
| Neodímio    | Nd      | roxo                       |
| Níquel      | Ni      | amarelo-marrom             |
| Praseodímio | Pr      | âmbar                      |
| Túlio       | Tm      | amarelo-marrom             |
| Titânio     | Ti      | marrom dourado             |
| Vanádio     | V       | verde                      |

| Gama de cores              | Dopante usado                                               |
| -------------------------- | ----------------------------------------------------------- |
| amarelo, laranja, vermelho | {\displaystyle {\ce {CeO2}}}, {\displaystyle {\ce {Ce2O3}}} |
| amarelo-âmbar-marrom       | {\displaystyle {\ce {CuO, Fe2O3, NiO, Pr2O3, TiO2}}}        |
| rosa                       | {\displaystyle {\ce {Er2O3, Eu2O3, Ho2O3}}}                 |
| verde-oliva                | {\displaystyle {\ce {Cr2O3, Tm2O3, V2O3}}}                  |
| lilás-violeta              | {\displaystyle {\ce {Co2O3, MnO2, Nd2O3}}}                  |

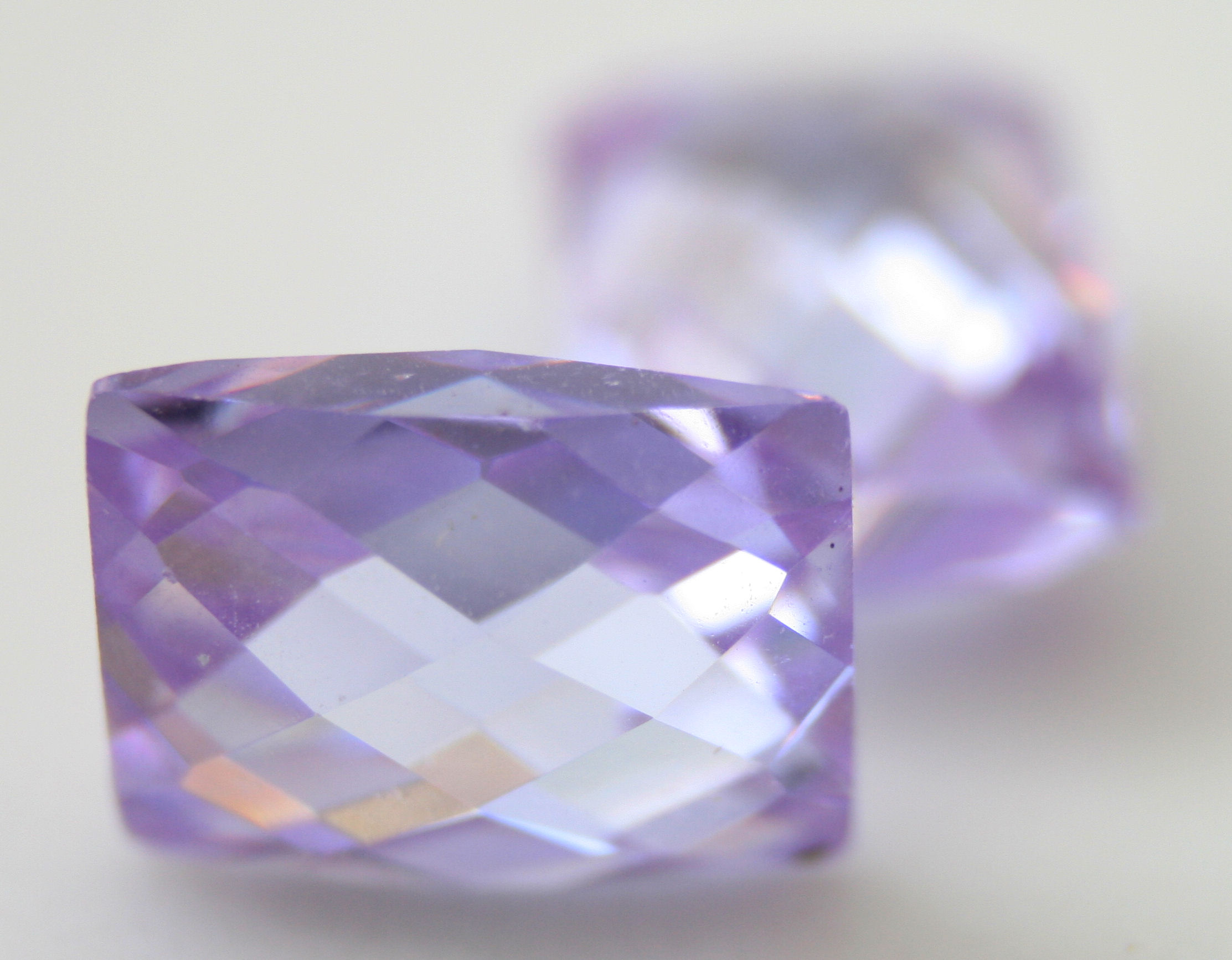
Zircônia cúbica roxa com corte xadrez
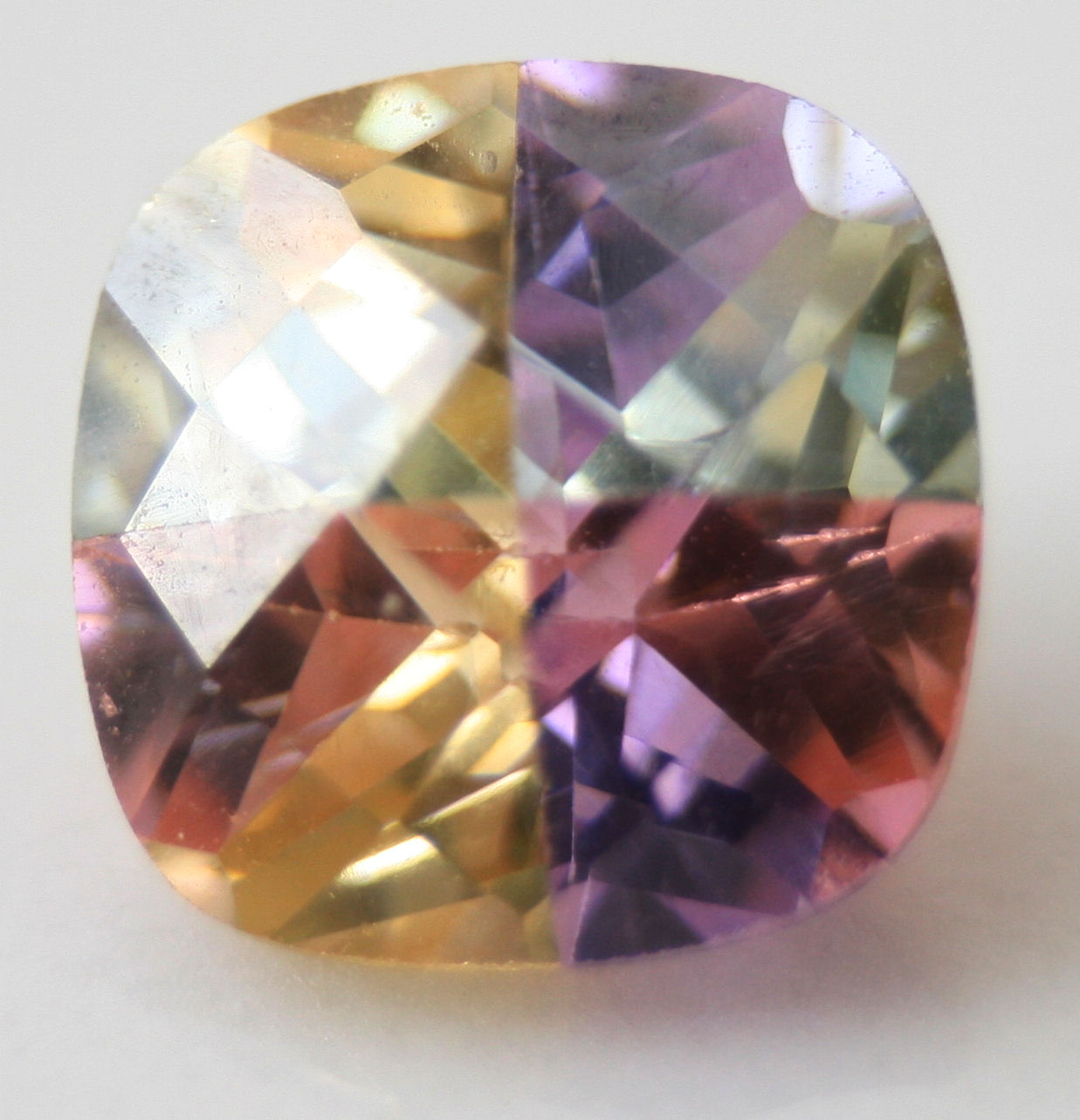
Zircônia cúbica multicolorida
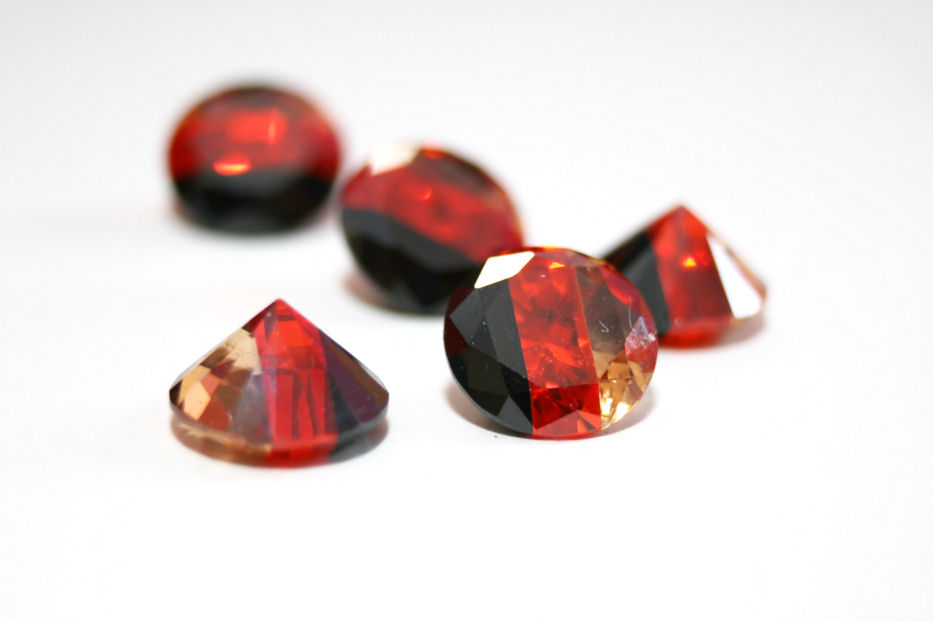
Gemas de três tons de zircônia cúbica

## Inovações
Nos últimos anos, os fabricantes procuraram maneiras de distinguir seu produto supostamente "melhorando" a zircônia cúbica. Revestir CZs acabados em um filme de carbono tipo diamante (DLC) é uma dessas inovações, um processo que usa deposição de vapor. O material resultante é supostamente mais duro, mais lustroso e mais parecido com o diamante em geral: O revestimento é pensado para extinguir o excesso de fogo da CZ, alinhando-o com o diamante.
Outra técnica aplicada inicialmente a quartzo e topázio também foi adaptada à zircônia cúbica: a pulverização a vácuo de uma camada extremamente fina de óxido metálico (tipicamente ouro) nas pedras acabadas cria um iridescente efeito. Este material é comercializado como "Místico" por muitos revendedores. Ao contrário do DLC, o efeito surreal não é permanente, pois a abrasão remove facilmente a camada de óxido.

## CZ versus diamante
A zircônia cúbica é tão ostensivamente perto do diamante que apenas um olho treinado pode facilmente diferenciá-los. Existem algumas características-chave da CZ que claramente a distinguem do diamante, algumas observáveis apenas sob o microscópio ou lupa. Por exemplo:
- Dispersão. O fogo superlativo da CZ faz uma exibição um tanto espalhafatosa o suficiente para o olho treinado medir.

- Dureza. A dureza inferior de CZ (8,5 vs. 10 de diamante) manifesta-se no brilho mais baixo da gema, bordas facetadas arredondadas e arranhões superficiais.

- Gravidade específica. CZs são pesos pesados em comparação aos diamantes; uma CZ pesará cerca de 1,7 vezes mais que um diamante de tamanho equivalente. Obviamente, essa diferença só é útil ao examinar pedras soltas.

- Falhas. A produção contemporânea de zircônia cúbica é praticamente impecável: a maioria dos diamantes tem algum tipo de marca de nascença, seja uma pena, cristal incluído ou talvez um remanescente de uma face de cristal original (por exemplo, trigons).

- Corte. As CZs são geralmente cortadas e polidas em padrões menores que o diamante; embora não seja aparente aos olhos, uma lupa é suficiente para revelar as facetas da maioria das CZs.

- Cor. Mais precisamente, a falta de cor: apenas os mais raros dos diamantes são verdadeiramente incolores, a maioria com um toque amarelo ou marrom em certa medida. Em comparação, o CZ pode ser feito totalmente incolor: equivalente a um "D" perfeito na escala de classificação de cores do diamante. Além disso, as cores extravagantes da CZ não se aproximam dos tons de diamantes extravagantes.

- Condutividade térmica. Esta é provavelmente a propriedade mais importante do diamante do ponto de vista de um joalheiro: tudo o que ela precisa fazer é aplicar a ponta de uma "sonda térmica" a um diamante suspeito. Os CZs são isolantes térmicos, enquanto os diamantes estão entre os condutores térmicos mais eficientes, excedendo o cobre.